# 민영화
민영화(民營化, 영어: privatization) 또는 사영화(私營化)는 국가나 공기업의 재산 등을 민간 자본에 매각하고 그 운영을 민간에 맡기는 과정이다.

## 민영화의 효과가 발생되는 구조

### 자연선택 측면에서의 접근
국영기업과 민간기업의 차이는 근거 법률에 의거하여 정해진 독점시장의 유무이다. 신규참가가 격렬한 자유시장에서는 자연선택설을 적용할 수 있고 기업은 시장 환경에 적응한 다른 기업으로 대체된다. 근거 법률의 폐지 또는 개정에 따라 국영기업에서 독점시장을 빼앗아 시장 환경을 적절하게 정하면 자연선택의 힘으로 최적화된 기업이 탄생한다.

### 주식시장 측면에서의 접근
민영화된 중앙·지방 공기업은 보통 주식을 공개한다. 단계적으로 주식을 방출하고 마침내 시장이 모든 것을 유지하게 된(국가 소유분의 주식이 완전히 방출된)경우 완전 민영화라고 한다. 나라에 따라서는 한시적으로 황금주를 붙이는 등으로 시장의 안정화를 도모하는 경우도 있다.
시장에 의해 유지되는 기업은 이윤증대가 필수 명제이다. 이에 따라 각 기업은 이익을 올리기 위해 기업 차원에서 노력하게 된다. 이익이 늘어나지 않는 경우, 시장에서 경영자의 교체를 요구할 가능성도 있다.
또 이익이 가장 희박한 경우 주가가 낮아져 매수에 의한 효율화가 추진되는 경우도 있다.

### 자원배분에서의 접근
완전한 민영화 과정이 갖추어진 경우, 기업은 가격과 이윤의 관계를 적정화한다. 가격기구가 정상화되면 시장에의 공급에 있어 과잉이나 부족이 없어지고 경제 전체가 효율화된다.
공급 과잉이었을 경우는 사용하던 자원을 풀어놓게 되기 때문에 다른 산업의 활동을 지원하게 된다. 공급 부족이었을 경우는 필요한 양이 공급되게 되기 때문에 이용자의 경제 활동이 활성화된다.

## 대한민국의 공기업 민영화
- 대한항공공사: 1969년 3월 1일 한진그룹이 인수하여 대한항공으로 개명, 민영화되었다.
- 한국담배인삼공사: 2002년 KT&G로 사명 변경과 동시에 민영화되었다.
- 한국전기통신공사: 2002년 KT로 사명을 변경, 민영화되었다.
- 포항종합제철(주): 2000년 산업은행이 소유하고 있던 주식을 모두 매각하여 민영화되었다. 2002년 포스코로 사명을 변경했다.
- 대한석유공사 : 1980년 선경(현.SK그룹)이 미국 걸프 사가 갖고 있던 지분과 경영권을 인수하여 민영화된 후 1982년 (주)유공으로 사명을 바꿨다.
- 한국중공업(주): 1962년에 민영기업 현대양행(주)로 설립했다가 1980년에 공기업으로 전환하였으나 2000년 12월 두산그룹이 지분을 인수, 2001년 3월에 두산중공업으로 이름을 바꿨다.
- 국정교과서(주): 1998년 11월 대한교과서(현.미래엔)에 인수되어 민영화되다가 1999년 5월에 흡수합병되었다.
- 한국기계공업(주): 1968년 신진자동차가 지분과 경영권을 인수해서 민영화되었다.

## 해외의 공기업 민영화
- 일본국유철도 : 1987년 JR 7사로 분할 민영화되었다가 2002년 6월에 JR동일본, 2004년 3월에는 JR서일본, 2006년 4월에는 JR도카이, 2016년 10월 25일에는 JR큐슈가 완전 민영화되었다. JR화물, JR시코쿠, JR홋카이도는 지금도 주식회사형 공기업이다.

## 의견
민영화를 지지하는 사람들은 시간이 지남에 따라 가격이 낮아지고, 품질이 향상되고, 선택의 폭이 넓어지고, 부패가 줄어들고, 관료주의가 줄어들고, 배송이 빨라질 수 있다고 주장한다. 많은 지지자들은 모든 것이 민영화되어야 한다고 주장하지 않는다. 그들에 따르면 시장실패 와 자연독점은 문제가 될 수 있다.
일반적인 민영화에 반대하는 사람들은 사회의 모든 사람이 공공재와 특정 서비스에 접근할 수 있도록 하기 위해 공공재와 서비스가 주로 정부의 손에 있어야 한다고 생각한다.(예: 법 집행, 기본 의료 서비스, 기초 교육 ). 정부가 국방, 질병통제 등 공공재 및 특정 서비스를 사회 전반에 제공할 때 긍정적 외부효과가 발생한다. 실제로 일부 국가 헌법은 정부의 "핵심 사업"을 정의, 평온, 국방, 일반 복지 등을 제공하는 것으로 정의한다. 이러한 정부의 보안, 안정성 및 안전에 대한 직접적인 제공은 장기적인(후손을 위한) 관점에서 공동선(공익)을 위해 수행되도록 의도되었다. 자연독점의 경우, 민영화 반대자들은 그것이 공정한 경쟁의 대상이 아니며 국가가 더 잘 관리할 수 없다고 주장한다.

## 같이 보기
- 신자유주의

1. ↑  "Review of Kosanke's Instead of Politics – Don Stacy" 보관됨 2018-10-01 - 웨이백 머신 Libertarian Papers Vol. 3, ART. NO. 3 (2011)